# Kolos Naksyjczyków
Kolos Naksyjczyków – monumentalnych rozmiarów rzeźba przedstawiająca przypuszczalnie boga Apolla, stojąca w starożytności na terenie sanktuarium na wyspie Delos. Do czasów współczesnych zachowała się w kilku fragmentach.
Wzmiankowana w literaturze antycznej rzeźba miała czterokrotnie przewyższać wzrost przeciętnego człowieka. Czas jej wzniesienia określany jest na mniej więcej 600–590 p.n.e. Przedstawiała stojącego w postawie frontalnej mężczyznę z szerokim torsem i wąską, przepasaną talią, z rękami lekko odsuniętymi od ciała. Z głowy opadały mu długie włosy z lokami. W lewej ręce przypuszczalnie trzymał łuk. Modelunek postaci był sztywny, w typie kurosa. Wywiercone w kilku miejscach otwory wskazują, że niektóre elementy (np. pas w talii) wykonano z metalu i przymocowano do rzeźby. Na podstawie zachowanych fragmentów można wywnioskować, że kolos mierzył ok. 8–10 m wysokości i ważył ok. 50 ton.
Do czasów współczesnych przetrwały znajdujące się in situ na terenie sanktuarium Apollona pęknięty na dwie części tors posągu i prostokątna baza o wymiarach 3,47×5,15 m, fragment lewej dłoni przechowywany w muzeum archeologicznym na Delos oraz fragment lewej stopy i część plinty, które od 1819 roku są częścią zbiorów Muzeum Brytyjskiego w Londynie. Na bazie kolosa zachował się fragment inskrypcji o treści „Jestem z jednego kamienia i posąg, i sphelas”, przypuszczalnie oznaczający, że baza i każda z części rzeźby miały charakter monolityczny. Młodsza inskrypcja, datowana na podstawie charakteru pisma na IV wiek p.n.e., upamiętnia fakt wystawienia posągu przez mieszkańców Naksos ku czci Apollina. Na bazie widoczne są także napisy wyryte przez podróżników w czasach nowożytnych.
Zgodnie z informacją przekazaną przez Plutarcha kolos został obalony przez palmę zasadzoną w 417 roku p.n.e. przez Nikiasza, choć przypuszczalnie po tym incydencie ustawiono go ponownie i przetrwał do końca starożytności. W czasach nowożytnych po raz pierwszy wspomniał kolosa włoski podróżnik Bondelmonte w swojej spisanej około 1420 roku relacji; leżał już wówczas obalony na ziemi. W 1445 roku oglądał go Cyriak z Ankony, wykonując szkic bazy. Jeszcze w 1655 roku, podczas wizyty Melchisédecha Thévenota na Delos, posąg posiadał głowę. W sporządzonych kilka lat później relacjach Jacoba Spona i George’a Whelera zapisano jednak, że od tego czasu głowa w niejasnych okolicznościach zaginęła (rzekomo miał ją wywieźć, wraz z kilkoma innymi fragmentami, niejaki Mr. Simon). W 1700 roku Joseph Pitton de Tournefort oglądał już tylko części kolosa, które zachowały się do dzisiaj.

## Zdjęcia

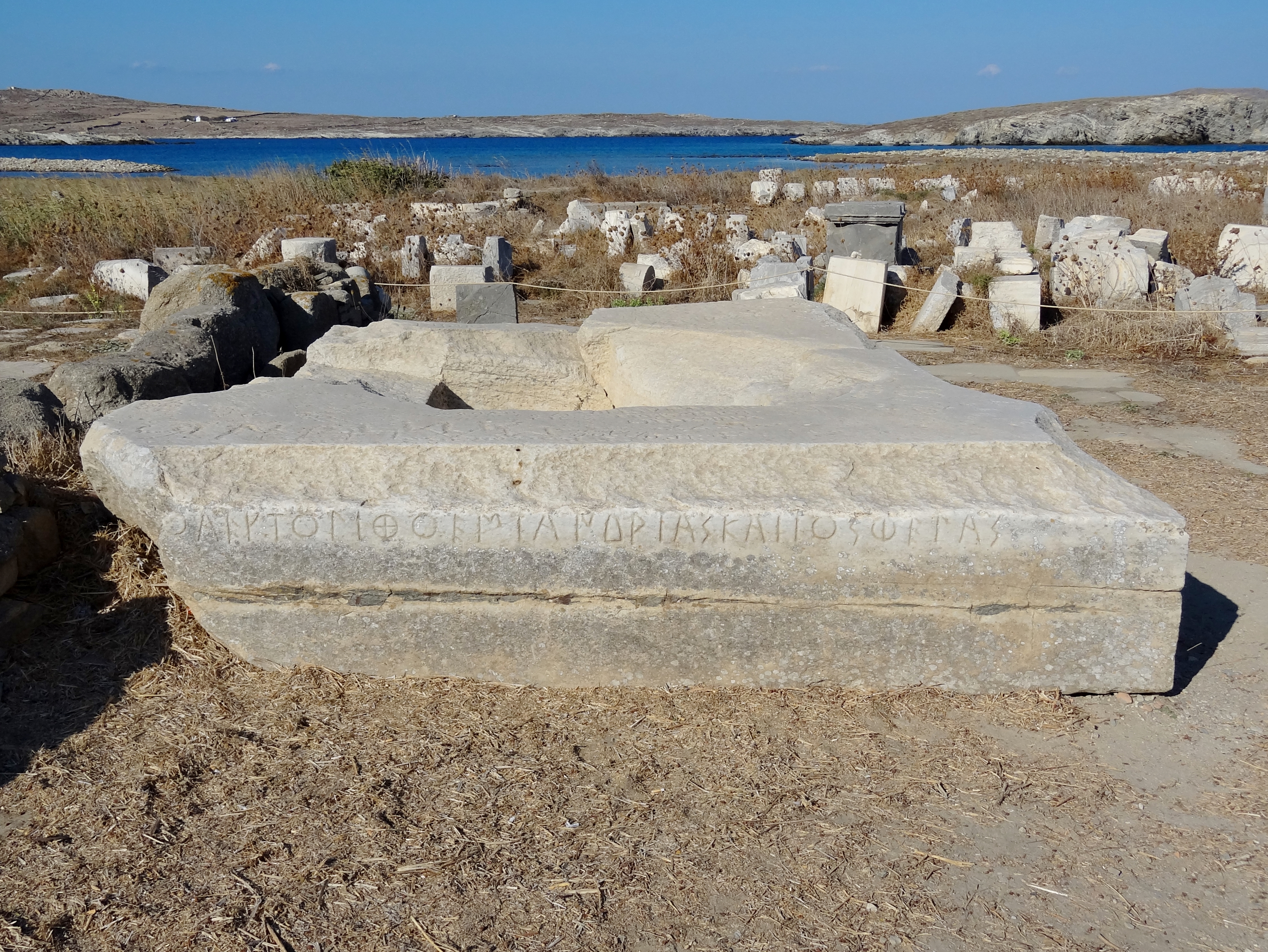
Baza posągu z fragmentem inskrypcji
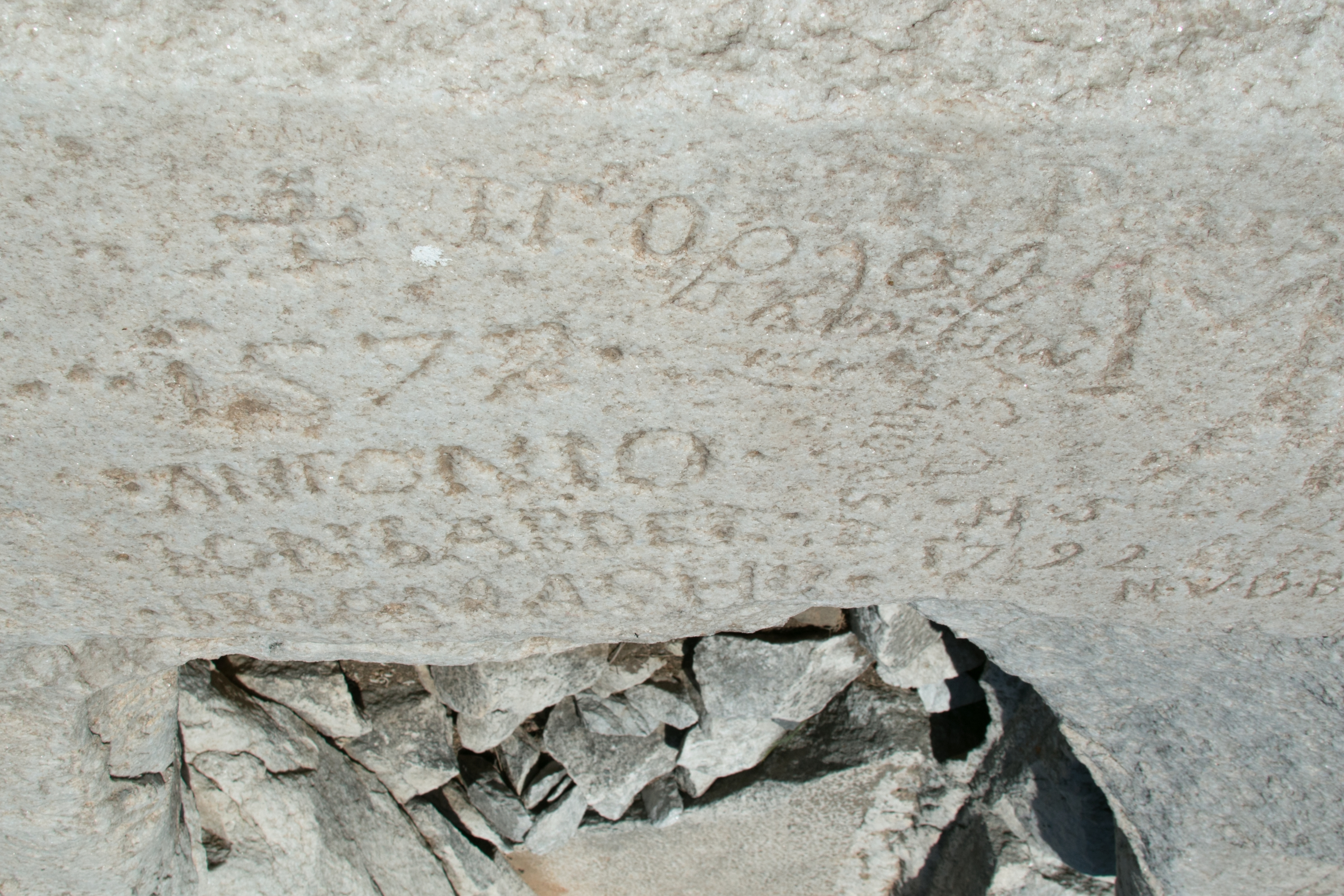
Nowożytne graffiti wyryte na bazie
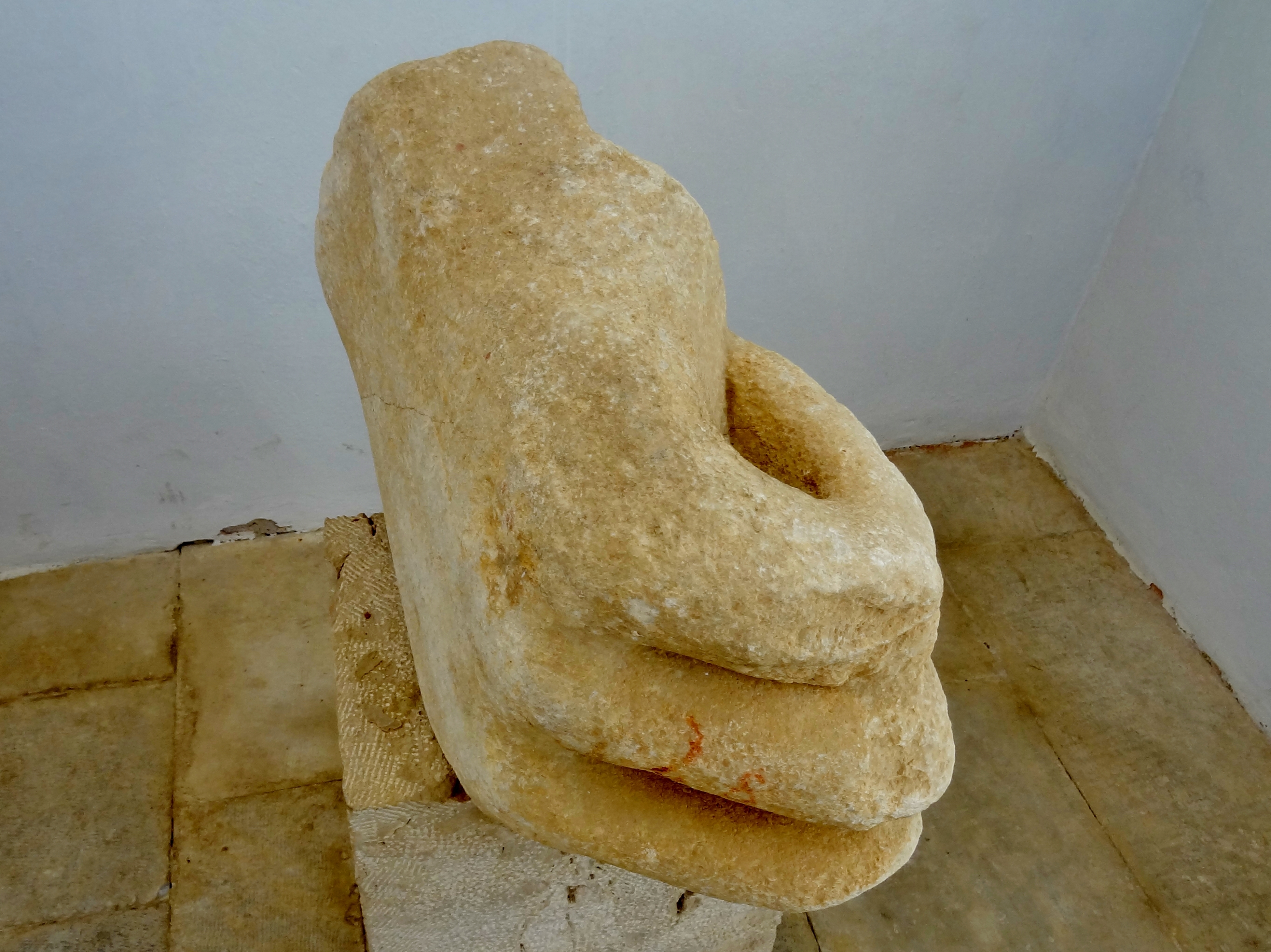
Fragment lewej dłoni kolosa
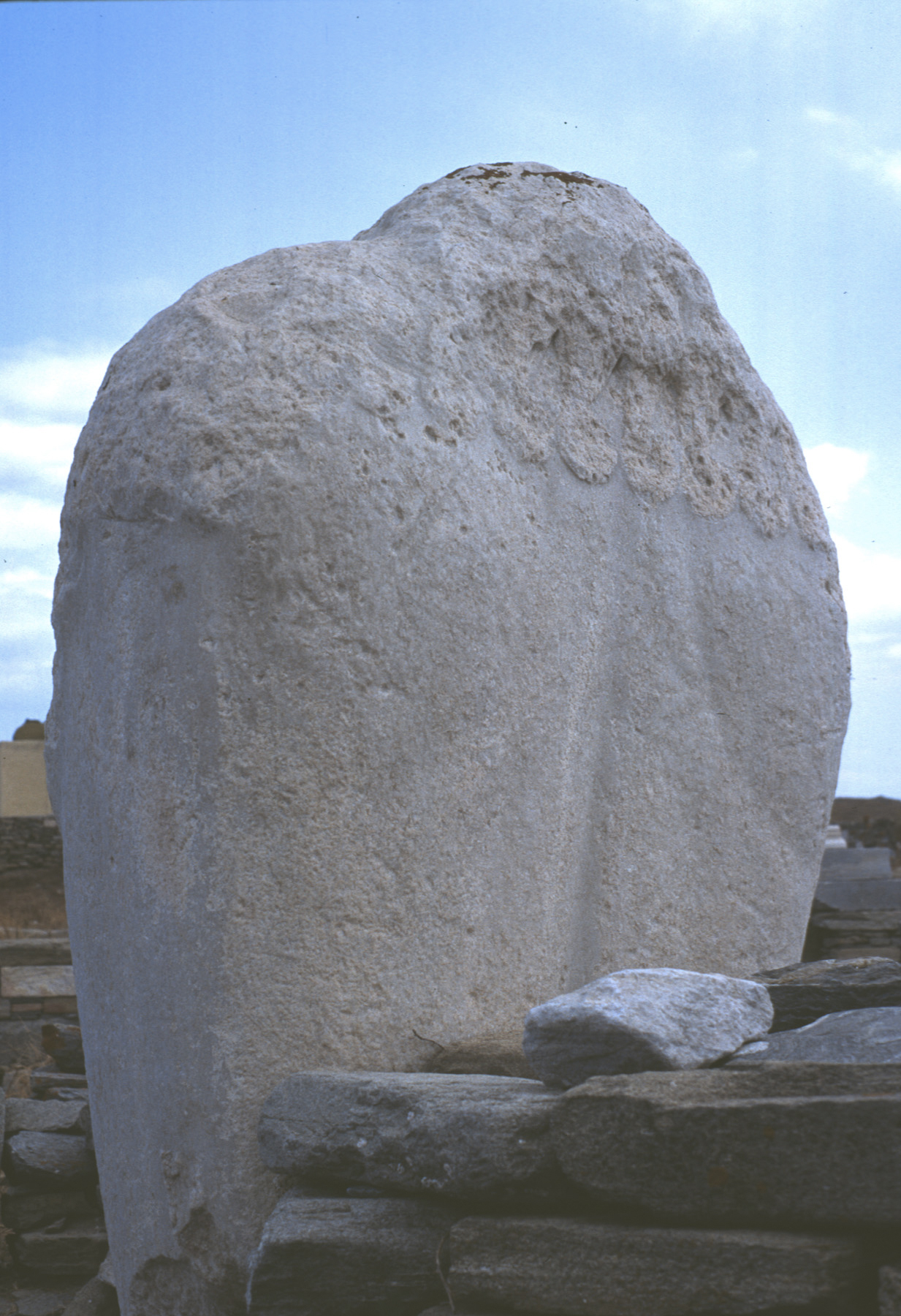
Tors posągu widziany od tyłu